# 元長柾木
元長 柾木（もとなが まさき、1975年1月22日 - ）は、日本のゲームシナリオライター、小説家、作詞家。神戸大学工学部卒。サークル「水瓶座シナプス」主宰。
ビジュアルアーツ傘下のブランド・otherwiseのメインライターであり、13cmの作品にも度々参加している。
『フロレアール 〜すきすきだいすき〜』や『未来にキスを-Kiss the Future-』で、当時、ブームとなりつつあった「セカイ系」の代表的作家のひとりとして、批評家の東浩紀に高く評価されたことから、2003年の『ラストオーダー』を最後にゲームシナリオから離れ、『ファウスト』『新現実』などでの小説家活動に比重を置いていた。
2010年に星海社がウェブサイト「最前線」を開設した際には、スペースオペラ作品『星海大戦』が看板タイトル扱いで連載されていたが、同年の『セカンドノベル 〜彼女の夏、15分の記憶〜』から、再びゲームシナリオも執筆している。

## 主要作品

### ゲーム
- 『嬌烙の館』（1999年2月26日発売）
- 『フロレアール 〜すきすきだいすき〜』（1999年7月23日発売）
- 『sense off』（2000年8月18日発売）
- 『未来にキスを-Kiss the Future-』（2001年9月21日発売）
- 『Princess Bride』（2003年9月26日発売）
- 『ラストオーダー』（2003年12月26日発売）
- 『セカンドノベル 〜彼女の夏、15分の記憶〜』（日本一ソフトウェア、『たまねぎ現象には理由がある』）
- 『猫撫ディストーション』 (2011年2月25日発売)
- 『猫撫ディストーション Exodus』 (2012年2月24日発売)
- 『ギャングスタ・リパブリカ』 (2013年7月26日発売)
- 『ウィザーズコンプレックス』 (2016年4月28日発売)
- 『はぴねす!2 Sakura Celebration』 (2019年2月22日発売)

### 小説

#### 単行本
全死大戦シリーズ
- 飛鳥井全死は間違えない （角川書店、2005年7月）　-　『新現実』（角川書店）および『comic新現実』（角川書店）で連載後単行本化。イラスト：目黒三吉
  - 改題改稿して文庫化：『全死大戦1 サイレント・プロローグ』（角川文庫、2009年11月）イラスト：BUNBUN
- 荻浦嬢瑠璃は敗北しない （角川書店、2008年3月）　-　イラスト：目黒三吉
  - 改題改稿して文庫化：『全死大戦2 少女覚醒』（角川文庫、2009年11月）イラスト：BUNBUN

ヤクザガールシリーズ
- ヤクザガール・ミサイルハート （ゼータ文庫、竹書房、2006年9月）　-　イラスト：緒方剛志
  - 星海社文庫版（2013年12月） - イラスト:なぎみそ
  - ヤクザガール 〜ブレイド仕掛けの花嫁〜 （チャンピオンREDコミックス、秋田書店、1巻2008年8月、2巻2009年2月）　-　原作：元長柾木/漫画：大熊由護　-　全2巻完結

星海大戦シリーズ
- 星海大戦（星海社FICTIONS、2011年4月）
- 星海大戦 2（星海社FICTIONS、2012年1月）

ノベライズ
- 操 鳴神アキの異界事件簿 （KADOKAWA、エンターブレイン、2014年08月30日）　-　Windows用フリーゲーム『操 - misao -』のノベライズ　-　イラスト：糸色 原作：せん

#### 短編
- デイドリーム、鳥のように （『S-Fマガジン』2003年7月号、早川書房）掲載　-　『飛鳥井全死は間違えない』の虚木藍が出演。
  - 『ゼロ年代SF傑作選』（S-Fマガジン編集部編/ハヤカワ文庫JA、2010年2月）に再録。
- ワールドミーツワールド （『ファウスト』Vol.3、講談社、2004年7月）所収　-　『飛鳥井全死は間違えない』で名前だけ登場する珂東稀人が主人公。
- 遠野邸事件 （『月姫 アンソロジーノベル2』、ファミ通文庫、エンターブレイン、2003年7月）所収
- 我語りて世界あり （『神林長平トリビュート』、早川書房、2009年11月）所収 - 神林長平へのトリビュート作品集。神林の同題作品のリメイク。
- おふろ、かして （『ノベルアクト』1、角川書店、2010年9月）所収

#### 連載
- 星海大戦 （星海社のウェブサイト「最前線」で月2回連載、2010年9月15日 - ） - イラスト：moz

### 作詞
- sacred words（島宮えい子／sense off OP）
- birthday eve（SHIHO／sense off ED）
- Kiss the Future（SHIHO／未来にキスを-Kiss the Future- OP）
- Sledgehammer Romance（KOTOKO／Princess Bride ED）
- Abyss（KOTOKO／ラストオーダー 主題歌）
- Sweet Outbreak（Rita／ネコっかわいがり! 〜クレインイヌネコ病院診療中〜 ED）
- Mother（KAKO／ヤミノカナタ 主題歌）
- えんじ色の二等客車（し・ふぉ・ん）

### コラム
- 辺縁系逍遥（『Colorful PUREGIRL』、ビブロス）

## 関連書籍
企画参加
- 『美少女ゲームの臨界点』波状言論（東浩紀個人事務所）、2004年8月 - 対談、批評
- 『美少女ゲームの臨界点+1』波状言論（東浩紀個人事務所）、2004年12月 - ゲーム評

インタビュー
- 法・倫理・社会を超えて 元長柾木インタビュー （『最終批評神話』村上裕一 峰尾俊彦、2008年11月9日文学フリマ）